# فرنسیس پرکینس
فرانسیس پرکینس (انگلیسی: Francis Perkins؛ ۱۰ آوریل ۱۸۸۰ – ۱۴ مهٔ ۱۹۶۵) یک سیاست‌مدار اهل ایالات متحده آمریکا بود. او به عنوان وزیر کار در دولت فرانکلین روزولت، نخستین زن عضو کابینه در آمریکا بود.